# Mitreum Fertőrákos
Fertőrákos Mitreum – świątynia rzymskiego boga Mitry w Fertőrákos na Węgrzech. Świątynia (znana jako mitreum ) ma typowy plan narteksu, za którym znajduje się właściwa kaplica, która składa się z zagłębionej nawy głównej z ławkami na podium po obu stronach.

## Odkrycie
Mitreum zostało przypadkowo odkryte w 1866 roku przez kamieniarza György’ego Malleschitza, który podjął się wstępnego oczyszczenia terenu. Spotkało się to z dużym zainteresowaniem miejscowych uczonych, a odbudowa kamiennego sklepienia świątyni została sfinansowana przez miejscowego sędziego (była to pierwsza próba rekonstrukcji na stanowisku archeologicznym na Węgrzech). Zostało ono jednak później rozebrane, a obecny budynek zabezpieczający wzniesiono w latach 90. XX wieku, po wykopaliskach przeprowadzonych w latach 1990–1991.Mitreum jest obecnie otwarte dla publiczności.

## Mitum
Dwa ołtarze nawiązują do mieszkańców Carnuntum i wydaje się, że to one były impulsem do budowy świątyni. Jej budowę można datować mniej więcej na początek III wieku naszej ery. Kapliczka ma kształt trapezu, gdyż północny kraniec jest szerszy od południowego (szerokość 5,50 m w porównaniu z 3,65 m), a długość kapliczki wynosi 5,50 m. Budynek jest zorientowany z północy na południe, przy czym południowa i wschodnia strona sanktuarium jest wydrążona w naturalnej skale, a północna i zachodnia strona jest zbudowana z kamienia. Do nawy środkowej (nawy) świątyni, której znajdowała się 80 centymetrów poniżej portyku prowadziły cztery stopnie. W skale wykuto rzeźbę tauroktonu.  Na miejscu odnaleziono także trzy ołtarze (patrz poniżej). Dwa zostały poświęcone przez Septymiusza Justianusa, custodes armorum (żołnierz dowodzący zbrojownią) Legio XIIII Gemina. Drugą poświęcił Juliusz Saturninus, polityk z kolonii.

## Ołtarze
Odkryto następujące ołtarze:
- D(eo) S(oli) I(invicto) M(ithrae) / L(ucius) AVIT(us) MA/TURUS D(e)C(urio) / COL(oniae) KARN(unti) / V(otum) S(olvit) L(ibens) M(erito).[4]

Do boga Niezwyciężonego Słońca Mitry. Lucjusz Avitus Maturus, dekurion kolonii Carnuntum, dobrowolnie i zasłużenie szczęśliwie wypełnił swoją przysięgę.
- [S(oli) I(nvicto) M(ithrae) / SEP(timius) IUS(tini)/ANUS ARM(orum) [CUSTOS] / L(egionis) XIIII G(eminiae) / ANTON(inianae) V(otum) S(olvit).[5]

Do Niezwyciężonego Słońca Mitry. Ślub dopełnił Septymiusz Iustinianus, kustosz pancerny XIV legionu Gemina Antoninianus.
- S(oli) I(nvicto) M(ithrae) / SEP(timius) I(u)ST(ini)ANUS A(rmorum) [CUSTOS] / L(egionis) XIIII G(eminae) ANT(oninianae) / V(otum) S(olvit) L(ibens) M(erito).[6]

Do Niezwyciężonego Słońca Mitry. Septymiusz Iustinianus, kustosz armorum XIV legionu Gemina Antoninianae, dobrowolnie i zasłużenie wypełnił ślub.
Znaleziska znajdują się niedaleko Sopron.